# Nucleo dentato
Il nucleo dentato è una lamina di sostanza grigia che si ritrova nel cervelletto, assegnabile dal punto di vista filogenetico al Neocerebello e da quello funzionale al Pontocerebello (o Cerebrocerebello); in zoologia la medesima struttura è indicata come nucleo cerebellare laterale.

## Anatomia
Il nucleo dentato è il più grande fra i nuclei cerebellari e si mostra come una lamina di sostanza grigia pieghettata, molto simile all'oliva bulbare; topograficamente collocato negli emisferi cerebellari.

## Funzioni
Le afferenze provengono da collaterali delle vie di moto discendenti originate dalla corteccia sensorimotoria, dal midollo spinale, dai collicoli superiori ed inferiori (stimoli visivi e acustici) e da fibre serotoninergiche dai nuclei del rafe. Le efferenze da questo nucleo raggiungono la porzione Parvicellulare del Nucleo Rosso controlaterale nel mesencefalo e tramite questo raggiungono i nuclei Talamici Ventrale Anteriore e Ventrale Laterale. Effettuando così un controllo del tono muscolare, dell'equilibrio, e come fine ultimo una postura corretta.